# Villanueva de Gómez
Villanueva de Gómez – gmina w Hiszpanii, w prowincji Ávila, w Kastylii i León, o powierzchni 21,1 km². W 2011 roku gmina liczyła 144 mieszkańców.